# 罗特罗德
罗特罗德（德語：Rotterode，發音：[ʁɔtəˈʁoːdə]）是德国图林根州施马尔卡尔登-迈宁根县曾经的一个市镇，面积6.74平方千米，2017年12月31日人口为702人。2019年1月1日，罗特罗德所在的哈瑟尔格伦德管理共同体解散，其与另外5个成员市镇并入市镇施泰因巴赫-哈伦贝格。